# Dan Nica
Dan Nica (n. 2 iulie 1960, Panciu, România) este un politician român, membru al Partidul Social Democrat, de profesie inginer. 

## Activitate profesională
În perioada 1985-1996 a lucrat pentru Direcția Județeană de Telecomunicații Galați, avansând aici de la inginer stagiar, fiind apoi șef de atelier de transmisiuni, șef de secție de echipamente și apoi, după 1991, director. În perioada 1993-1996 a fost profesor asociat, la Universitatea „Dunărea de Jos” din Galați, în cadrul catedrei de Telecomunicații și Transmisiuni Date.

## Ministru  al Comunicațiilor și de Interne
Deputat din partea PDSR și apoi PSD din 1996, în perioada 2000-2004 a fost  ministru al comunicațiilor și tehnologiei informației, în guvernul Adrian Năstase, iar din decembrie 2008 până în septembrie 2009 a fost vice-prim-ministru și ministru de interne în guvernul Boc începând cu 11 februarie 2009, dată la care a depus jurământul.

### Demiterea de către prim-ministrul Boc, confirmată de Băsescu
În data de 28 septembrie 2009, Dan Nica a fost demis din funcție de către premierul român Emil Boc. Acțiunea premierului Boc, făcută aparent în acord cu președinția, a declanșat o criză a coaliției de guvernământ din România.
După 3 zile, pe 1 octombrie 2009, președintele României Traian Băsescu, a semnat revocarea din funcție a lui Dan Nica, deși era de așteptat o reacție politică a partidului acestuia, PSD. Astfel, toți miniștrii PSD din guvernul Boc au demisionat, fiind solidari cu Nica.

## Din nou ministru în 2012, în guvernulUSLal lui Ponta
Din 7 mai 2012, este numit în funcția de Ministrul Comunicațiilor și Societății Informaționale, în guvernul Victor Ponta 1.

## Europarlamentar
Din 2014 este deputat în Parlamentul European.

## Acuzații de corupție
Dan Nica, la momentul când era Ministru al Comunicațiilor și Tehnologiei Informației, ar fi comis infracțiunea de abuz în serviciu conform procurorilor Direcției Naționale Anticorupție la data de 23 noiembrie 2016. Având statutul de fost membru al Guvernului, Dan Nica a putut fi trimis în judecată în decembrie 2016, după aprobarea cererii de urmărire penală de către Președintele României. 
El este învinuit că ar fi participat activ la evitarea organizării de licitație publică, la achiziția unor licențe informatice, cu scopul de a favoriza o anumită societate comercială provocând o pagubă de ordinul milioanelor de dolari statului român.